# جزیره زوبچاتی
جزیره زوبچاتی (انگلیسی: Zubchaty Island) یک جزیره در سرزمین کامچاتکای کشور روسیه است.